# Марк Грімметт
Марк Грімметт (англ. Mark Grimmette; *23 січня 1971, м. Маскайген, США) — американський саночник, який виступає в санному спорті на професійному рівні з 1992 року. Титулований ветеран команди, дебютував в національній команді, як учасник зимових Олімпійських ігор в 1994 році, здобувши одразу 4 місце, в 1998 році добився бронзової нагороди, а в 2002 році «рідна олімпіада» в Солт Лейк Сіті стала срібною - 2 місце  в 2006 році вони з напарником зійшли з траси, а в 2010 році в Ванкувері посіли 13 місце в парному розряді. Входить до числа 10 найкращих саночників світу, а в парному розряді виступає разом з саночником Браяном Мартіном з 1998 року вигравали загальний Кубка світу в санному спорті в парному чоловічому розряді 3 разів (1997-1998, 1998-1999, 2002-2003), а також добивався численних нагород на світових форумах саночників.